# Hôpitaux de Pointe-noire
Pointe-Noire, est la deuxième plus grande ville de la République du Congo et principal port économique du pays, dispose d’un réseau hospitalier structuré autour de plusieurs établissements publics et privés.

## Historique
La ville de Pointe-Noire, deuxième plus grande ville de la République du Congo, dispose d’un réseau hospitalier important qui s’est développé depuis l’époque coloniale. Le premier établissement hospitalier construit « en dur » date des années 1930 et porte le nom d’Adolphe Sicé, un médecin général français engagé dans les services sanitaires en Afrique équatoriale française. Cet hôpital a succédé à une structure plus modeste édifiée dans les années 1920 sur le cap de Pointe-Noire.
Au fil des décennies, la ville a vu l’émergence de plusieurs autres établissements hospitaliers publics et privés, répondant à la croissance démographique et aux besoins sanitaires de la population.

## Principaux hôpitaux
- Hôpital Général Adolphe Sicé : Situé dans l’arrondissement 1 Patrice Lumumba, l’hôpital général Adolphe Sicé est l’un des établissements de santé majeurs de Pointe-Noire. Il offre une gamme complète de services médicaux, y compris des soins d’urgence, des consultations spécialisées et des hospitalisations. Cet hôpital public est un centre de référence pour la région[2],[3],[4].
- Hôpital Général de Loandjili : Construit en 2004 grâce à la coopération sino-congolaise et officiellement créé par la loi n° 7-2007 du 14 juin 2007, l’Hôpital Général de Loandjili est un établissement public de niveau tertiaire doté d’une capacité d’environ 200 lits[5]. Il comprend 19 services cliniques, dont un service d’urgences, et assure des soins spécialisés, le diagnostic, ainsi que l’appui aux districts sanitaires. Il joue un rôle important dans la promotion de la santé dans la région[6],[7].
- Hôpital Général de Ngoyo : Inauguré en janvier 2022 dans le 6e arrondissement, l’hôpital général de Ngoyo est un établissement moderne de troisième échelon, conforme à la loi n° 53-2021 du 31 décembre 2021[8]. Il dispose d’une capacité d’accueil de 200 lits, répartis en plusieurs pôles : consultation externe, urgences, mère-enfant, chirurgie, médecine interne, bloc opératoire, laboratoire, pharmacie, imagerie médicale (avec un scanner de dernière génération), service logistique, et unité Covid-19 avec 44 lits dont 12 en réanimation. Cet hôpital s’inscrit dans le cadre du projet national « Santé pour tous » et vise à améliorer significativement l’offre de soins spécialisée à Pointe-Noire et dans sa périphérie[9],[10].

## Organisation et rôle
Les hôpitaux de Pointe-Noire sont des établissements publics administratifs placés sous la tutelle du ministère congolais de la Santé et de la Population. Ils assurent des soins de santé primaires, secondaires et tertiaires, et participent à la formation du personnel médical. La ville compte également plusieurs cliniques privées qui complètent l’offre hospitalière.

## Équipements et services
Les hôpitaux disposent de services d’imagerie médicale, notamment radiologie, échographie, et scanner, avec une modernisation progressive des équipements. Les services de maternité et de néonatologie sont présents dans ces établissements, avec des programmes visant à améliorer la santé maternelle et infantile,.

## Défis
Malgré les progrès réalisés, les hôpitaux de Pointe-Noire font face à des défis tels que le manque de personnel qualifié, l’insuffisance de certains équipements, et des conditions de travail parfois difficiles. Les autorités sanitaires s’efforcent d’améliorer ces conditions par des investissements et des partenariats internationaux.